# ژاک دوفیلو
ژاک دوفیلو (فرانسوی: Jacques Dufilho‎؛ ‏ ۱۹ فوریهٔ ۱۹۱۴ – ۲۸ اوت ۲۰۰۵ ) بازیگر اهل کشور فرانسه بود. وی بین سال‌های ۱۹۳۹ تا ۲۰۰۴ میلادی فعالیت می‌کرد.
از فیلم‌هایی که وی در آن نقش داشته است می‌توان به پزشک… دانشجو، سوگند پاک‌دامنی، نوسفراتو، خون‌آشام، ملاقات، بنجامین، چند سوپرمن در مشرق‌زمین و گوژپشت نتردام اشاره کرد.